# Ashina Moritaka
Ashina Moritaka est un nom japonais traditionnel ; le nom de famille (ou le nom d'école), Ashina, précède donc le prénom (ou le nom d'artiste).
Ashina Moritaka (蘆名 盛隆, 1561-8 novembre 1584) est un samouraï et daimyo du château de Kurokawa (château d'Aizu) du début de l'époque Sengoku. Il est le chef à la 14e génération du clan Ashina. Il est aussi connu sous le nom Heitarō (平太郎).
Moritaka est le fils de Nikaidō Moriyoshi (二階堂 盛義), seigneur du château de Sukagawa. Il est adopté par Ashina Morioki pour prolonger la lignée familiale et, selon cet arrangement, épouse la fille de Morioki. Après la succession de Moritaka cependant, et pour des raisons inconnues, il devient très impopulaire parmi ses obligés et finit assassiné aux mains d'Ōba Sanzaemon (大庭 三左衛門) à l'âge de 23 ans. Ashina Morishige succède à Moritaka parce que son propre fils, Kiōmaru, est mort à l'âge de 2 ans.

## Source de la traduction
- (en) Cet article est partiellement ou en totalité issu de l’article de Wikipédia en anglais intitulé « Ashina Moritaka » (voir la liste des auteurs).